# Pas de Juyong
El pas de Juyong o Juyongguan (xinès tradicional: 居庸關, xinès simplificat: 居庸关, pinyin: Jūyōng Guān) és un port de muntanya del districte de Changping, al terme municipal de Pequín, situat en una vall de 18 quilòmetres de llargada anomenada "Guangou", a uns 50 quilòmetres del centre de Pequín. El travessa la Gran Muralla Xinesa i s'hi troba la Terrassa dels núvols, construïda el 1342. És un dels tres passos més grans de la Gran Muralla, juntament amb el pas de Jiayuguan i el de Shanhaiguan.
Va tenir diferents noms al llarg de les diferents dinasties. No obstant això, el nom "Juyongguan" ha estat utilitzat per tres dinasties. La primera a utilitzar-ho va ser la dinastia Qin quan l'emperador Qin Shi Huang va ordenar la construcció de la Gran Muralla. Juyongguan té dos passos, un al sud i un altre al nord. El del sud és anomenat Pas Sud i el del nord "Badaling".
El pas actual va ser construït per la dinastia Ming i ha estat renovat amb posterioritat. És un lloc molt important des del punt de vista estratègic, ja que connecta l'interior i la zona propera a la frontera nord de la Xina.

## Galeria

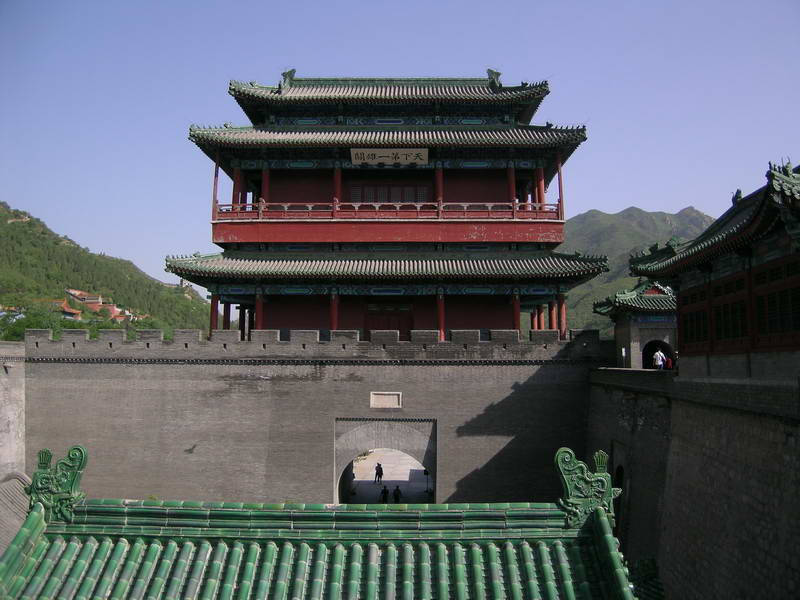
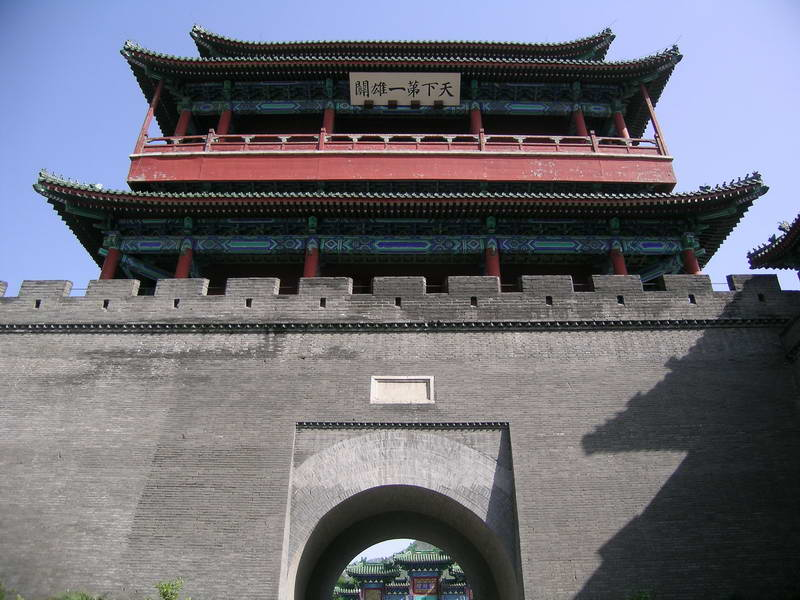
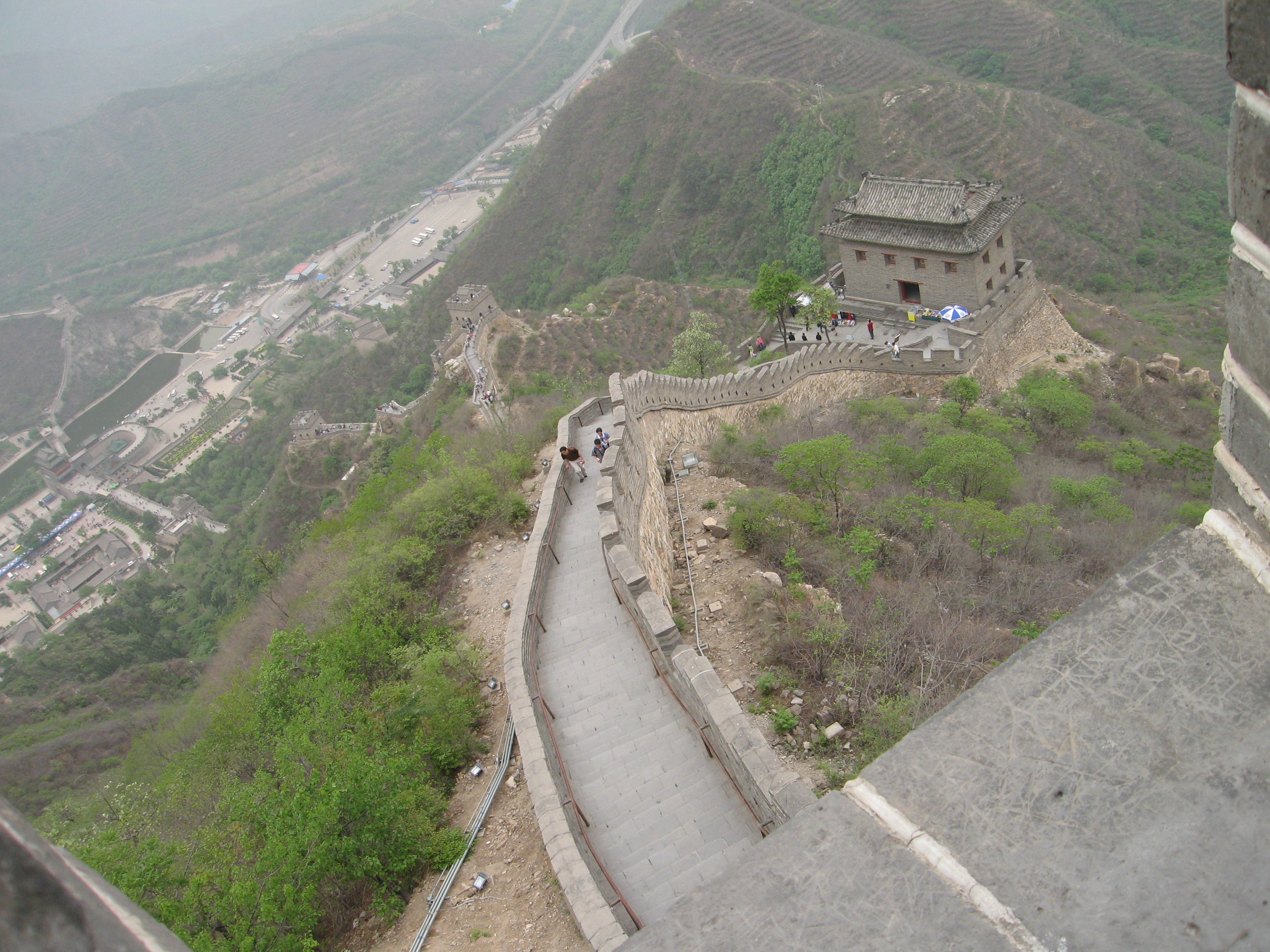
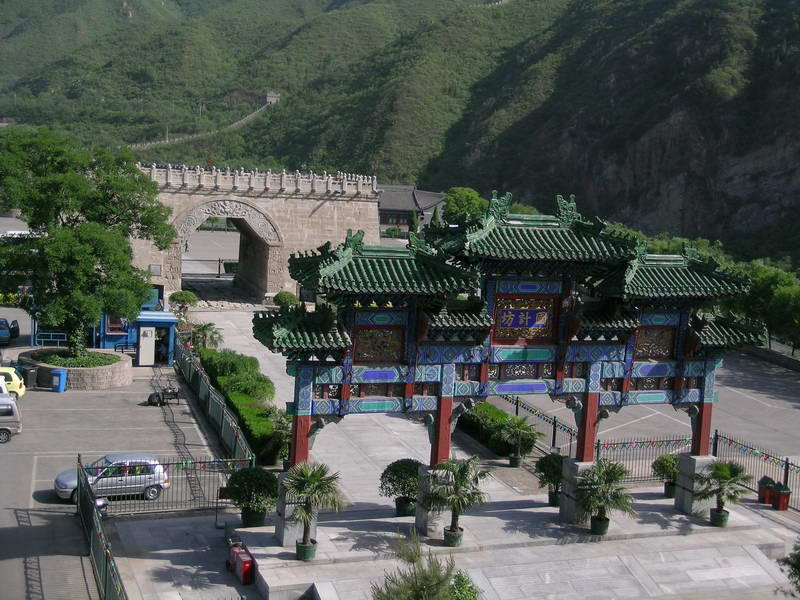
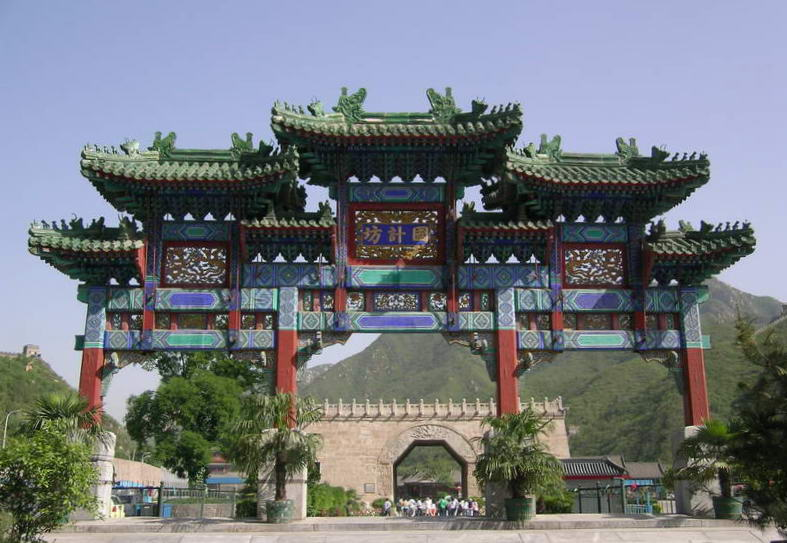
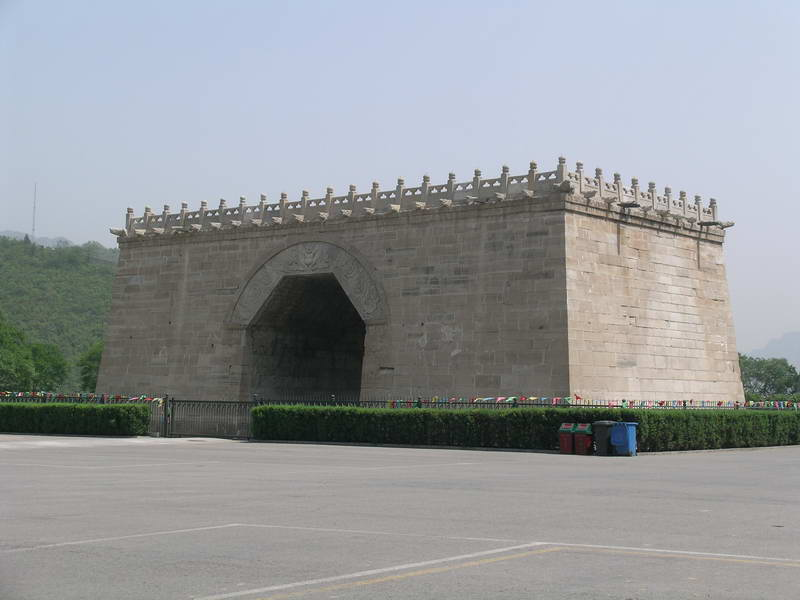
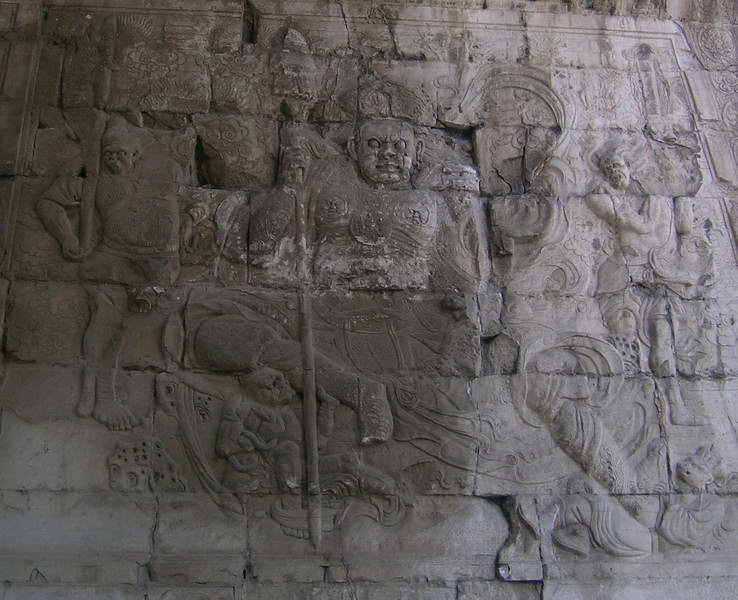
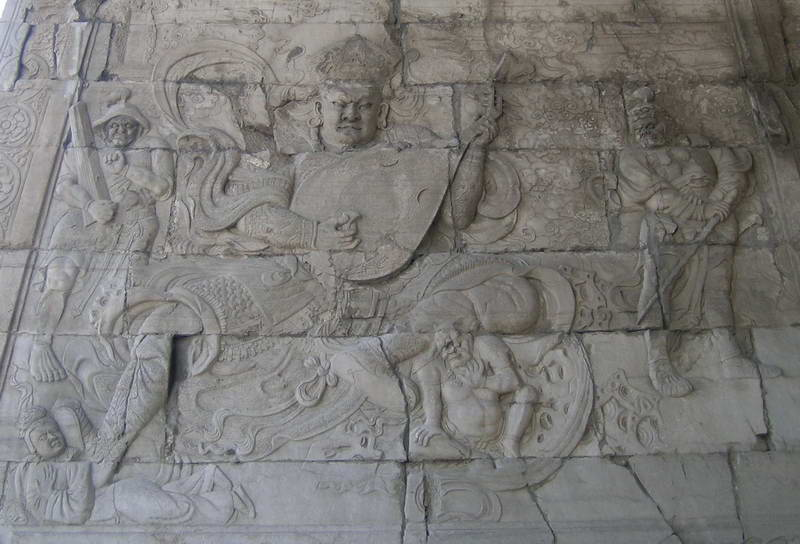